# Енн Секстон
Енн Се́кстон (9 листопада 1928 , Ньютон, Массачусетс  — 4 жовтня 1974 , Вестон, Массачусетс )(англ. Anne Sexton; Енн Грей Харві, англ. Anne Gray Harvey) — американська поетеса і письменниця, відома завдяки своїй гранично відвертій та потаємній ліриці, лауреат Пулітцерівської премії 1967 року. Тематикою деяких її творів була і тривала депресія, на яку страждала поетеса протягом багатьох років. Після низки спроб, Секстон покінчила з собою в 1974 році.

## Біографія
Енн Секстон, уроджена Енн Грей Харві, народилась в Ньютоні (шт. Массачусетс) в сім'ї Мері Грей Стейплс і Ральфа Харві. Практично все своє дитинство вона провела в Бостоні. В 1945 році Секстон була зарахована в школу-пансіон Роджерс Холл (англ. Rogers Hall Boarding School) в місті Лоуелл, а потім ще рік в Школі Гарланд (англ. Garland School). Деякий час співпрацювала з бастонським модельним агентством Hart Agency. 16 серпня 1948 року Енн вийшла заміж за Альфреда Секстона (англ. Alfred Sexton), з яким була одружена до 1973 року. У подружжя народилося двоє дітей: Лінда Грей Секстон і Джойс Секстон.

### Поезія
Протягом декількох років Енн Секстон страждала психічним розладом. Перший приступ трапився у 1954 році. Після другого зриву Секстон звернулася до лікаря Мартіна Теодора Орна (англ. Dr Martin Orne), який став її психотерапевтом на довгі роки. Саме він порадив Енн зайнятися поезією.
Енн брала уроки поетичної майстерності у знаменитого американського поета Джона Холмса. Перші поетичні спроби одразу принесли успіх і були опубліковані в таких виданнях, як The New Yorker, Harper’s Magazine і Saturday Review. Пізніше Секстон навчалась в Бостонському університеті разом з такими видатними американськими поетами, як Сильвія Плат і Джордж Старбак.
Подальше становлення Секстон як поетеси відбувалося під впливом від У. Д. Снодграсса, з яким вона познайомилась в 1957 році на письменницькій конференції. Його поема «Голка в серці» (англ. Heart’s Needle) розповідає про розлуку з його трьохрічною донькою, і надихнула Секстон, чия власна дочка на той момент виховувалася її свекрухою, на написання поеми «Подвійний образ» (англ. The Double Image) про загальнолюдські проблеми взаємовідносин матері і дочки. Секстон і Снодграсс переписувалися і стали друзями.
Працюючи з Холмсом, Секстон познайомилася з Максин Кумин. Вони також стали близькими друзями, залишаючись ними аж до її трагічної загибелі. Кумин і Секстон давали критичні відгуки на твори одна одної, а також спільно написали чотири дитячі книги.
Наприкінці 1960-х років маніакальна складова захворювання Секстон почала вносити корективи в її кар'єру. Вона як і раніше продовжувала писати і публікуватися, а також читала свою поезію. В цей період Секстон стала співпрацювати з музикантами, ставши учасницею рок-джаз групи Her Kind. Її п'єса «Вулиця милосердя» (англ. Mercy Street) була закінчена в 1969 році після декількох років перероблень і редагувань. Музиканта Пітера Гебріела твір Секстон надихнув на написання пісні з однойменною назвою — «Mercy Street».
Через дванадцять років з моменту публікації її первого вірша, Секстон стала однією з найбільш шанованих поетес США, членом Королівського літературного товариства, а також першою жінкою-членом Гарвардського товариства Phi Beta Kappa.

### Смерть
4 жовтня 1974 року Секстон пообідала з поетесою Максин Кумин, за обідом обговорювали рукопис Секстон The Awful Rowing Toward God, який вони готували до публікації в березні 1975 року. Вернувшись додому, вона одягнула шубку своєї матері, закрилася в гаражі і запустила двигун власного автомобіля, покінчивши із собою шляхом отруєння вихлопними газами.
В інтерв'ю, яке вона дала за рік до своєї смерті, вона пояснювала, що написала перший чорновик The Awful Rowing Toward God за двадцять днів, із яких «два дні пішло на боротьбу з відчаєм, а ще три на лікування в психіатричній клініці». Далі вона продовжила заявою, що не дозволить опублікувати свою лірику до її смерті.
Енн Секстон похована на кладовищі Forest Hills Cemetery & Crematory в пригороді Бостона Джамайка Плейн (штат Массачусетс).

### Зміст і тематика творів
Секстон розглядають як «сучасну модель» поета, який пише в жанрі сповідальної поезії (англ. Confessional Poetry). До кінця 60-х критики оцінювали її поезію як дещо «випещене, примітивне та легковажне». Деякі критики вважають, що алкогольна залежність Секстон заважала її роботі над останнім твором. Однак, за словами інших дослідників, творчість Секстон з часом набувало зрілість. «Почавши письменницьку кар'єру як типовий поет, вона навчилась укріплювати свій стержень…».
Восьма поетична збірка поетеси отримала назву «Жахлива гребля до Бога» (англ.The Awful Rowing Toward God). Ця назва прив'язана до її зустрічі зі священником римської католицької церкви, який не хотів згодом здійснювати соборування, і тому сказав: «Бог — це твоя друкарська машинка». Саме це дало поетесі бажання і силу волі для того, щоб продовжувати жити і займатися творчістю. «Жахлива гребля до Бога» і «Зошити смерті» (англ. The Death Notebooks) відносяться до одних із останніх творів Секстон, центральною темою в яких виступає смерть.
Творчість Секстон починалася з автобіографізму, однак поступово з розвитком творчого шляху вона намагалася відходити від власних реалій життя в ліричних творах. Робота «Перетворення» (англ. Transformations) (1971), яка є авторською версією казок братів Гримм, являє собою один із таких творів («Перетворення» було використане американським композитором Конрадом Цузе як лібретто в опері 1975-го року під тією ж назвою). Пізніше Секстон брала за основу своїх творів поему Крістофера Смарта «Jubilate Agno» і Біблію.
Заплутанні переживання з приводу письменства, особистого життя і депресії мали великий вплив на поетесу, що схоже по своєму сценарію з самогубством Сильвії Плат в 1963 році. Роберт Лоуелл, Адріенна Річ і Деніз Левертов прокоментували в окремих некрологах особливу роль творчості в смерті Секстон. Левертон відмічав: «Ми зобов'язані прояснити цю межу між творчістю і саморуйнуванням, так як вона цього зробити не могла».

### Наступні розбіжності
Після однієї із численних спроб суїциду та маніакальних чи депресивних рецидивів Секстон ходила на сеанси до терапевта доктора Мартіна Орне. Він діагностував те, що в даний час називається біполярним розладом, але його професійна компетенція в галузі психотерапії ставиться під питання, зважаючи на його ранню практику імовірно необґрунтованих методів психотерапії. Під час сеансів з Енн Секстон, він використовував метод гіпнозу та тіопентал натрію, щоб відновити пригнічені спогади. Вважають, що Орне використав навіювання для того, щоб повернути спогади про жорстоке поводження з боку її батька. Під час інтерв'ю це судження спростовувалося матір'ю Секстон, а також іншими родичами. Лікар Орне писав, що у випадку з дорослими часто гіпноз може викликати помилкові спогади з дитинства; на противагу цьому стверджують, що «дорослі під гіпнозом не вивільняють спогади про раннє дитинство з пам'яті буквально, вони сприймають їх через призму зрілості». Згідно з доктором Орне, Енн Секстон легко піддавалася навіюванню та імітувала симптоми пацієнтів, що знаходилися поряд з нею в психіатричних лікарнях, до яких її направляли. У біографії Секстон Діана Мідлбрук наголосила на окремій особі під ім'ям Елізабет, яка «вийшла на світло» під час сеансу гіпнотерапії. Лікар Орне не потурав цій освіті, і згодом ця особа зникла. У результаті Секстон поставили діагноз "істерія".
Під час створення біографії Мідлбрук дочка Секстон Лінда Грей Секстон стверджувала, що вона зазнавала сексуального насильства з боку матері. У 1994 році вона опублікувала автобіографію під назвою «У пошуку вулиці Милосердя»: Моя подорож до минулого мами, Енн Секстон (англ. Searching for Mercy Street: My Journey Back to My Mother, Anne Sexton), в якій описані випадки жорстокого поводження. Мідлбрук опублікувала свою суперечливу біографію Енн Секстон з дозволу її дочки Лінди, будучи розпорядницею літературної спадщини письменниці.
Доктор Орне надав більшість записів із терапевтичних сеансів для використання їх у цій роботі. За версією "Нью-Йорк таймс", використання даних записів було приречено на "громове засудження". Мідлбрук отримала записи після того, як написала значну частину першого начерку біографії, і вирішила почати все спочатку.
Хоча Лінда Грей Секстон і співпрацювала з Мідлбрук у написанні біографії, решта членів сім'ї Секстон були категорично проти книги; вони опублікували кілька редакторських та оглядових статей у «Нью-Йорк таймс» та щотижневий додаток до журналу «Нью-Йорк таймс бук ревью».
Суперечності продовжилися після посмертного виходу записів сеансів (що за своєю суттю було предметом лікарської таємниці та конфіденційності). Стверджують, що вони розкрили кровозмішувальне домагання Секстон стосовно її дочки Лінді, фізичне насильство обох дочок та її бійки з чоловіком.
Подальші суперечки були викликані доказами про те, що Енн Секстон вела роман із її терапевтом, який замінив доктора Орне у 1960-х . Тим не менш, не було прийнято жодної спроби засудити чи покарати другого терапевта письменниці. Доктор Орне розглядав роман із лікарем, який отримав псевдонім «Оллі Цвайцунг» від Мілбрук та Лінди Секстон, як каталізатор, який зрештою призвів до самогубства поетеси.

### Спадщина
Пітер Гебріел присвятив Секстон свою пісню «Вулиця Милосердя» (англ. «Mercy Street») з його альбому «Так» (англ. So). Вона представлялася колишньому солісту групи "The Smiths" Моррісі "особистим пробним каменем".

### Поезія і проза
- Незакінчена повість (почата в 1960-х роках)
- 1960 — To Bedlam and Part Way Back
- 1961 — The Starry Night
- 1962 — All My Pretty Ones
- 1966 — «Живи чи помри» (англ. Live or Die) — Пулітцерівська премія 1967 року
- 1969 — Love Poems
- 1969 — Mercy Street, п'єса в двох актах (поставлена на сцені American Place Theatre)
- 1971 — Transformations
- 1972 — The Book of Folly
- 1974 — The Death Notebooks
- 1975 — The Awful Rowing Toward God (посмертно)
- 1976 — 45 Mercy Street (посмертно)
- 1977 — «Енн Секстон: Автопортрет в листах», під редакцією Лінди Грей Секстон і Луїса Еймса (англ. Anne Sexton: A Self Portrait in Letters; посмертно)
- 1978 — Words for Dr. Y. (посмертно)
- 1985 — No Evil Star (вибрані ессе, інтерв'ю і проза під редакцією Стівена Колбурна; посмертно)

### Книги для дітей
Написані спільно з Максин Кумин (англ. Maxine Kumin)
- 1963 Eggs of Things (з ілюстраціями Леонарда Шортолла англ. Leonard Shortall)
- 1964 More Eggs of Things (з ілюстраціями Леонарда Шортолла)
- 1974 Joey and the Birthday Present (з ілюстраціями Евалін Несс англ. Evaline Ness)
- 1975 The Wizard’s Tears (з ілюстраціями Евалін Несс)